# It All Starts Here...
It All Starts Here... è l'EP di debutto della cantante britannica Jem pubblicato nell'ottobre del 2003. I cinque brani contenenti sono stati in seguito reinseriti nel primo album Finally Woken. La copertina contiene una foto della sorella maggiore di Jem, Chloe.

## Tracce
1. They
2. Come on Closer
3. Finally Woken
4. Just a Ride
5. Flying High (Acoustic Version)